# Holts Summit
Holts Summit è un comune degli Stati Uniti d'America, situato nello Stato del Missouri, nella contea di Callaway.